# Ferris Fork
Der Ferris Fork ist der etwa 10 km lange, linke Quellfluss des Bechler River im Nordwesten des US-Bundesstaates Wyoming. Er fließt auf seiner gesamten Länge durch den Yellowstone-Nationalpark.

## Verlauf
Der Ferris Fork entsteht unmittelbar an der kontinentalen Wasserscheide auf dem nordwestlichen Pitchstone Plateau im Südwesten des Yellowstone-Nationalparks im nördlichen Teton County auf einer Höhe von etwa 2640 m. Von dort fließt er zunächst nach Südwesten, bevor er sich nach Norden wendet und mit starkem Gefälle durch eine Schlucht fließt. Hier fällt er über zahlreiche Wasserfälle hinab und erhält von rechts seinen längsten Zufluss. Weiter flussabwärts wendet sich der Ferris Fork nach Westen, fällt über die Ragged Falls hinab und fließt nach nur 10 km auf einer Höhe von 2210 m an der Three Rivers Junction mit dem Gregg Fork zum Bechler River zusammen. Der Ferris Creek Stock Crossing Trail folgt dem Unterlauf des Flusses.

## Hydrologie
Der Ferris Fork ist als Quellfluss des Bechler River Teil des Einzugsgebietes des Fall River, der über Henrys Fork, Snake River und Columbia River in den Pazifischen Ozean entwässert. Das Einzugsgebiet des Ferris Fork umfasst ein Areal von etwa 29 km² und grenzt an die Einzugsgebiete von Moose Creek im Nordosten, Mountain Ash Creek im Süden sowie Gregg Fork im Norden. 

## Wasserfälle
Der Ferris Fork liegt im abgelegenen südwestlichen Teil des Yellowstone-Nationalparks, der als Cascade Corner bekannt ist und 1921 von Superintendent Horace Albright für die Fülle von Wasserfällen und Kaskaden in den Einzugsgebieten der Flüsse Fall River und Bechler River benannt wurde. Einige der Wasserfälle im Yellowstone-Nationalpark befinden sich im Einzugsgebiet des Ferris Fork. Am Fluss selbst befinden sich mit Wahhi Falls, Sluiceway Falls, Gwinna Falls, Tendoy Falls und Ragged Falls insgesamt fünf größere Wasserfälle.

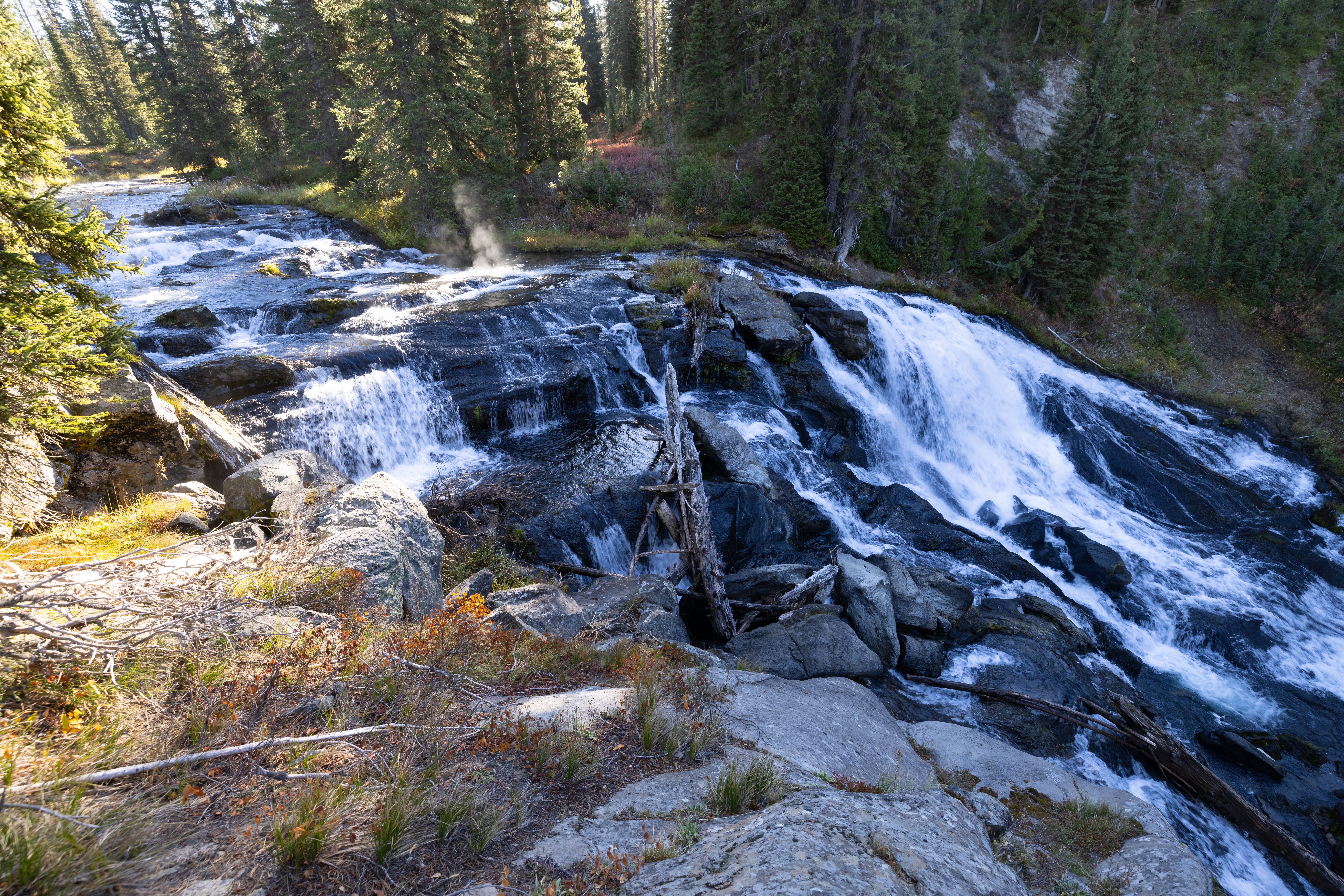
Ragged Falls
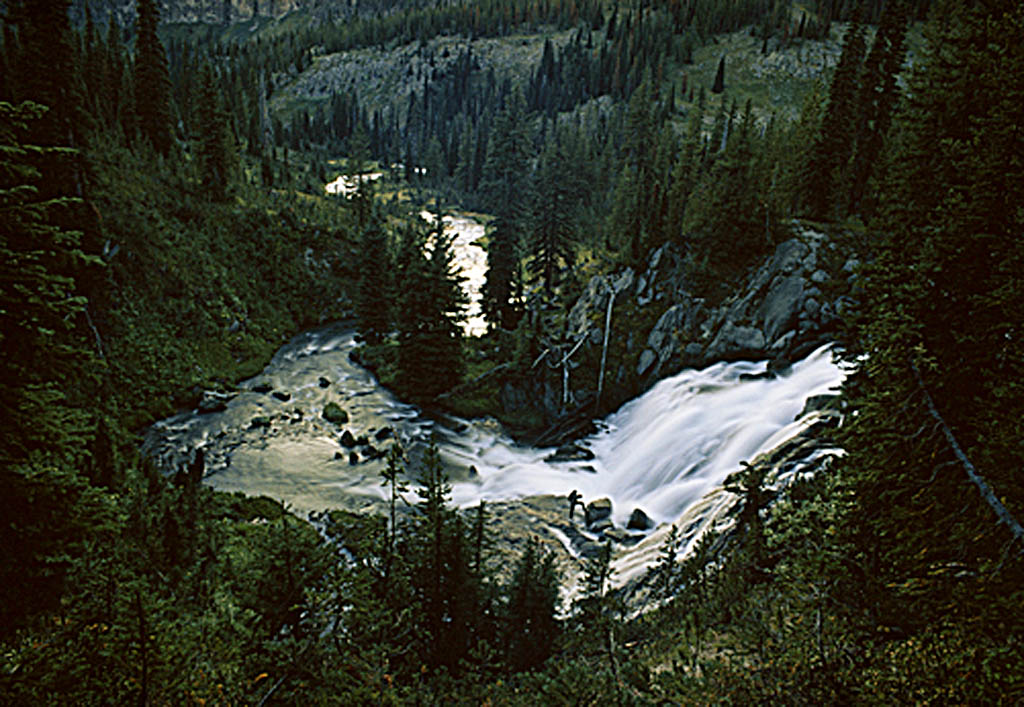
Ragged Falls

## Belege
1. ↑  Ferris Fork. In: Geographic Names Information System. United States Geological Survey, United States Department of the Interior (englisch).
2. ↑  Whittlesey, Lee (1996): Yellowstone Place Names. Hrsg.: Wonderland Publishing Company. Gardiner, MT, ISBN 1-59971-716-6.